# Larry Ellison
Lawrence Joseph "Larry" Ellison, född 17 augusti 1944 i Bronx i New York, är en amerikansk entreprenör och företagsledare som är grundare av det amerikanska databasjätten Oracle Corporation. Ellison var koncernens vd 1977–2014. Han var också styrelseordförande två gånger, 1990–1992 och 1995–2004 samt president mellan 1978 och 1996. Den amerikanska ekonomiskriften Forbes rankade Ellison till den tredje rikaste amerikanen och världens femte rikaste med en förmögenhet på 41 miljarder dollar 2013. Han föddes i New York och växte upp i Chicago.
2012 köpte Ellison 98% av den amerikanska ön Lanai, som tillhör Hawaiiöarna, för en köpeskilling på $300 miljoner. Han äger superyachten Musashi.
Han är far till två barn: David och Megan.

## Lön och övrig ekonomisk ersättning
| År    | Lön ($)   | Bonus ($)  | Aktiepost ($) | Övrigt ($) | Totalt ($)    | Aktieinnehav1 | Aktievärde ($ md) | Källa  |
| ----- | --------- | ---------- | ------------- | ---------- | ------------- | ------------- | ----------------- | ------ |
| 2012  | 1         | 13,340,000 |               | 1,550,000  | 14,890,001    | 21,90%        | 32,848            | [ 5 ]  |
| 2011  | 250,000   | 6,450,000  |               | 1,490,000  | 8,200,000     | 21,86%        | 33,978            | [ 6 ]  |
| 2010  | 1,000,000 | 3,590,000  | 124,150,000   | 1,490,000  | 130,230,000   | 23,06%        | 29,896            | [ 7 ]  |
| 2009  | 1,000,000 | 10,780,000 | 543,750,000   | 1,450,000  | 556,980,000   | 23,09%        | 21,987            | [ 8 ]  |
| 2008  | 1,000,000 | 8,370,000  | 181,820,000   | 1,720,000  | 192,920,000   | 22,59%        | 23,733            | [ 9 ]  |
| 2007  | 1,000,000 | 6,410,000  | 63,170,000    | 1,840,000  | 72,420,000    | 23,72%        | 22,8              | [ 10 ] |
| 2006  | 980,000   | 6,500,000  | 66,890,000    | 960,000    | 75,330,000    | 23,48%        | 16,702            | [ 11 ] |
| 2005  | 675,000   | 3,179,000  | 41,950,000    | 0          | 45,804,000    | 24,08%        | 15,704            | [ 12 ] |
| 05-12 |           |            |               |            | 1,096,774,001 |               |                   |        |

1 = Aktieinnehav i Oracle Corporation.